# Centropyge aurantonotus
Espèce
Synonymes
- Centropyge aurantanota Burgess, 1974

Statut de conservation UICN

 LC  : Préoccupation mineure
Le poisson-ange nain à dos jaune (Centropyge aurantonotus) est une espèce de poissons de la famille des pomacanthidés.  Elle est présente dans les récifs coralliens de l'Ouest de Atlantique Nord et de l'Atlantique Sud,.La taille maximale pour cette espèce est de 6 cm à 7,5 cm selon les sources.